# Canton-Operation
1937–1939

Marco-Polo-Brücke – Peking-Tianjin – Chahar – Shanghai (Sihang-Lagerhaus) – Peking-Hankou-Eisenbahn – Tianjin-Pukou-Eisenbahn – Taiyuan (Pingxingguan, Xinkou) – Nanking – Xuzhou (Tai’erzhuang) – Henan – Lanfeng – Amoy – Überflutung des Gelben Flusses – Wuhan (Wanjialing) – Canton – Hainan – Nanchang – (Xiushui) – Chongqing – Suixian-Zaoyang – (Shantou) – Changsha (1939) – Süd-Guangxi – Winteroffensive (Kunlun-Pass) – (Wuyuan)
1940–1942

Zaoyang-Yichang – Hundert Regimenter – Zentral-Hubei – Süd-Henan – West-Hebei – Shanggao – Shanxi – Changsha (1941) – Changsha (1942) – Yunnan-Burma-Straße – Zhejiang-Jiangxi – Sichuan
1943–1945

West-Hubei – Nord-Burma und West-Yunnan – Changde – Ichi-gō – Henan – Changsha (1944) – Guilin–Liuzhou – West-Henan und Nord-Hubei – West-Hunan – Guangxi (1945) – Mandschukuo (1945)
Die Canton-Operation war eine amphibische Landungsoperation der Kaiserlich-Japanischen Armee im Zweiten Japanisch-Chinesischen Krieg mit dem Ziel, die strategisch wichtige Hafenstadt Guangzhou (Canton) sowie Teile der Provinz Guangdong zu erobern. Die Landung erfolgte im Oktober 1938. Die japanischen Streitkräfte konnten die Operation bis zum Dezember desselben Jahres erfolgreich abschließen.

## Hintergrund
Im Zweiten Japanisch-Chinesischen Krieg verfolgte die chinesische Führung die Strategie eines langen Abnutzungskrieges, trotz des Verlustes weiter Teile des Landes an die japanischen Kriegsgegner. Nach dem Fall der Hauptstadt Nanjing zog sich die Regierung des chinesischen Generalfeldmarschalls Chiang Kai-shek nach Wuhan zurück. Nach dem Fall von Peking und Shanghai an die Japaner war Guangzhou der wichtigste den chinesischen Nationalisten noch offenstehende Hafen. Ebenso betrachtete Chiang Kai-shek aufgrund der langjährigen Tradition der Kuomintang in der Provinz Guangdong diese als wichtiges Rekrutierungsgebiet zu Aufstellung künftiger Militärverbände.
Die japanische Führung hatte bei Kriegsbeginn damit gerechnet, China durch militärische Erfolge schnell zu einem Friedensschluss bewegen zu können. Im Sommer 1938 befürchtete das Kaiserliche Große Hauptquartier einen Kriegseintritt der Sowjetunion, nachdem es an der sowjetisch-koreanischen Grenze zur Schlacht am Chasansee gekommen war. Infolgedessen sollte im Herbst 1938 die neue chinesische Hauptstadt Wuhan sowie der Hafen in Guangzhou erobert werden. Die japanische Führung erhoffte durch das Abschneiden von den Seewegen und dem Verlust der neuen Hauptstadt die Kuomintang zu einem Friedensschluss zu bewegen.

## Verlauf
Der japanische Generalstab stellte für die Landungsoperation in Guangdong die 21. Armee zur Verfügung. Die Verteidigung der Provinz und Stadt war dadurch geschwächt, dass viele Truppenteile aus Guangdong an der Front zur Verteidigung Wuhans herangezogen wurden. Die Landung erfolgte ohne nennenswerte Gegenwehr in der Bias-Bucht am 12. Oktober 1938. Die japanischen Truppen konnten die Hafenstadt bis zum 21. Oktober in ihre Gewalt bringen. Die Operationen wurden von japanischer Seite mit einem Ausgreifen der Truppen auf Teile der Provinz Guangdong im Dezember 1938 erfolgreich abgeschlossen.